# Orthosia fluvilinea
Orthosia fluvilinea là một loài bướm đêm trong họ Noctuidae.